# Jean-François Mercurio
Pour les articles homonymes, voir Mercurio (homonymie).
Jean-François Mercurio est un militant sourd français, né le 23 mars 1956 à Burdeau en Algérie et mort le 20 juillet 1990 à Poitiers[réf. nécessaire] en France. Il a été directeur du Service d'Éducation Bilingue de Poitiers et président du colloque international sur la langue des signes à Poitiers en 1990.
Il est connu pour avoir cassé une prothèse auditive avec un marteau devant le public au moment de l'inauguration d'un colloque sur la langue des signes en 1990.

## Biographie

### Enfance et études
Jean-François Mercurio naît sourd le 23 mars 1956 à Burdeau en Algérie. Il a une sœur aînée sourde et une seconde sœur, entendante. Sa famille quitte l'Algérie pour la France dans les années 1960. Passionné par le football, il rejoint l'équipe de l'Association sportive des sourds toulousains, dont il est le président pendant une année.
En 1982, il fait un stage de langue des signes française, organisé par l'Association nationale Deux langues pour une éducation (2LPE) à Marseille. Il est surpris d'y voir un professeur sourd. Depuis la naissance de sa fille en 1983, également sourde, Jean-François Mercurio décide de se battre pour la communauté sourde, et surtout pour sa fille. En 1984, il accepte de devenir professeur à l'école bilingue de Poitiers où il exercera durant six ans.

### Combat
En 1985, le groupe 2LPE d'Orléans, dont les deux seuls membres sont Raymond Barberot et Bernard Truffant, organise une conférence de Jean-François Mercurio à Orléans.

### Colloque international sur la langue des signes
Le Colloque international sur la langue des signes se déroule du 9 au 13 juillet 1990 à Poitiers, au Futuroscope. Jean-François l'organise avec des professionnels et des sourds.
Au moment de l'inauguration du colloque, Jean-François fait un discours et, au lieu de couper le ruban rouge de la cérémonie, casse une prothèse auditive avec un marteau pour évoquer le principal problème : la surmédicalisation de la surdité, déclarant : « Je vais casser des appareils pour nous libérer symboliquement et nous rendre notre langue afin que nous puissions nous exprimer librement pendant le colloque ». Le sociologue Sylvain Kerbourc'h cite et souligne à ce propos l'analyse publiée dans le journal Écho de Famille : « Ce geste symbolique a peut-être été mal compris. Il ne s'agit pas d'une opposition à l'appareillage des sourds, mais d'une protestation contre l'importance excessive que prend l'aspect médical de la surdité au détriment du reste : des réalités humaines et en particulier de la place de la Langue des signes la première. » Pour Agnès Millet, « ce geste est inscrit dans la mémoire collective sourde comme le symbole d'une révolte identitaire - et communautaire. »
Le 20 juillet 1990, seulement sept jours après la fermeture du colloque, « Jean-François Mercurio, une des grandes figures du monde sourd[Selon qui ?], directeur de l'école bilingue de Poitiers et principal organisateur du colloque, se suicide. La communauté en est profondément traumatisée ».

### Vie privée
Jean-François a deux filles sourdes : Sophie et Sandy.

## Aujourd'hui
Jean-François Mercurio est un représentant des aspirations des militants pour la communauté sourde.

## Citation
Il disait : « Nous devons nous inspirer des enfants. Ils sont notre force pour continuer à combattre et à avancer (…) C'est en débattant des questions éducatives que nous trouverons des solutions politiques ». 

Et il s'exprime pendant le colloque international :  « J'ai remarqué qu'ici beaucoup de personnes se préoccupent de notre oreille sans me regarder en face. »

## Publications
- « L'éveil de l'enfant sourd à la communication », Surdité, identité, langage. De nouvelles pistes pour l'enfant sourd, Institut pour le développement de l'audition et de la communication, 1990.

## Vidéos sur Jean-François Mercurio
- Une vie Nourrit de jeunesse et d'insouciance
- Conférence " Sourd et Citoyen pour une politique de la Langue des Signes"
- La pédagogie bilingue et son environnement